# Empereur
Pour les articles homonymes, voir Empereur (homonymie) et Impératrice (homonymie).

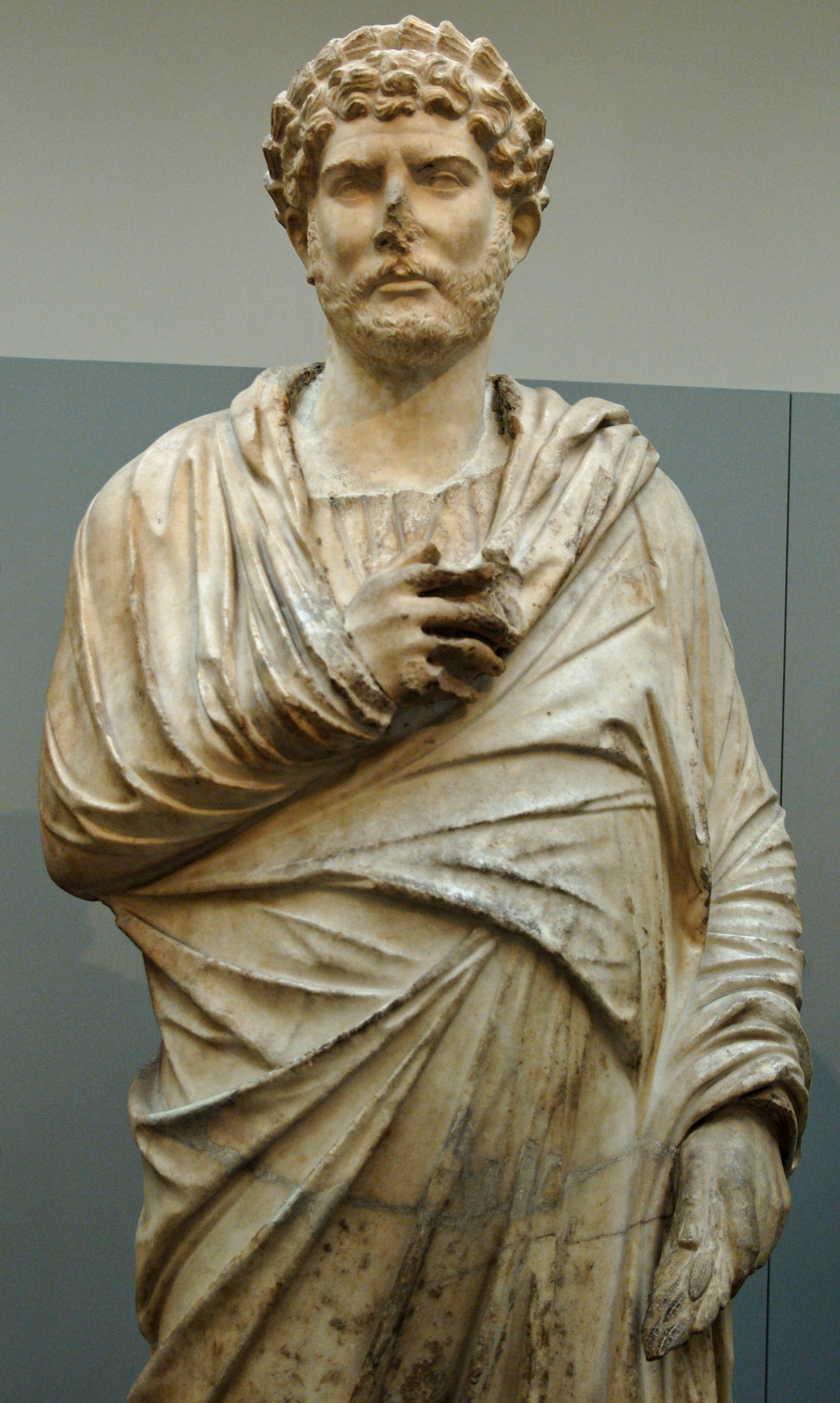
L'empereur Hadrien en vêtements grecs - Temple d'Apollon à Cyrène. Vers 117-125 ap. J.-C.

Empereur est un titre monarchique, parfois héréditaire, porté par le souverain d'un empire. Actuellement, seul le Japon est sous le règne d'un tel souverain, l’empereur du Japon.

## Origine
Du latin imperare qui signifie « commander en maître, ordonner », du préfixe in et du verbe parare, préparer, apprêter. Il a donné le mot imperium, « commandement » d’où découle « impérieux ».
« Empereur » est une déformation du titre d’imperator que portaient les généraux romains victorieux acclamés par leurs troupes. À l'origine de la République romaine, l’imperator était celui qui commandait la mobilisation des citoyens. Par glissement de sens, il désignera les actes qui en découlent puis, vers la fin de la République, il désigna celui qui commandait l’armée. Pour Scipion l'Africain, c’était un titre que l’armée accordait au vainqueur avec l’ovation, dans le cadre du culte à Jupiter. Le titre d’imperator n'est pas une magistrature et n’a alors aucune valeur institutionnelle pour le Sénat romain.
Son sens actuel va apparaître avec Octavien lorsque celui-ci prit Imperator pour prénom, afin de conserver le souvenir perpétuel de ses victoires et de sa gloire. Après l’assassinat de Jules César, qui avait fait de lui son héritier, Octavien recevra l’imperium du Sénat le 3 janvier 43 av. J.-C. puis le 1er janvier 42. Alors que César était élevé au rang des dieux, Octavien reçut le nom de divi filius. Enfin, le 16 janvier 27, après avoir remis tous ses pouvoirs au Sénat trois jours plus tôt, ce dernier les refusa et lui attribua le nom d’Auguste, terme d’origine religieuse dérivant du latin « augere » qui fait référence à l’auctoritas.[réf. souhaitée]
C’est ce titre d’Auguste qui correspond à ce que l’on entend actuellement par empereur, c’est-à-dire dirigeant de l’Empire. Plus largement, l’empereur à Rome est celui qui porte les titres suivant : Imperator, Augustus, Cæsar et dans un premier temps Princeps. L’équivalent en grec de ces termes, à savoir autocrate, sébastocrate et basileus, a, par la suite, été utilisé dans l’Empire byzantin. Plus largement, la plupart des titres impériaux occidentaux renvoient aux termes latins Imperator, Kaiser et tsar (Император) étant ainsi des déformations du titre de César.
Le féminin d'empereur est impératrice et l'adjectif correspondant est impérial (impériale au féminin).

## Distinction entre l'empereur et le roi
La taille du territoire gouverné et la diversité religieuse et ethnique des peuples gouvernés peuvent être pris en considération. Ainsi, un roi peut porter deux titres telle la reine Victoria, reine du Royaume-Uni de Grande-Bretagne et d'Irlande (1837-1901) et impératrice des Indes (1876-1901), sa fille la princesse Victoria qui fut également brièvement en 1888 à la fois reine de Prusse et impératrice allemande, ou encore l'empereur d'Autriche, également roi de Hongrie. Parfois, l'empereur est assimilé à une divinité, tel le « dieu vivant » au Japon.
En Europe, le titre impérial fut porté par les monarques qui se réclamaient de l'héritage impérial romano-byzantin. Ainsi, Charlemagne fut empereur d'Occident et Charles Quint le tout-puissant souverain du Saint-Empire romain germanique. En fait, jusqu'au milieu du XIIe siècle, l'empereur affirmait sa prééminence théorique sur les rois (de France, d'Angleterre, etc.) dans toute l'étendue de la romanitas. Il en resta ensuite quelque chose, ainsi Philippe le Bel — et ses successeurs — s'affirmait « empereur en son royaume » ; en effet, refusant la souveraineté de l'empereur, théoriquement situé au-dessus des rois, le roi de France prétendait avoir à l'intérieur de ses frontières les mêmes droits que l'empereur sur les autres rois, remettant ainsi en cause toute subordination à l'hégémonie impériale (en effet les rois de Bohême par exemple étaient bien plus influencés par l'empereur que le roi de France, qui prétendait traiter d'égal à égal avec ce dernier).
Les rois comme les empereurs sont des monarques. Il n'y a a priori pas de règle établie pour les distinguer. Tout juste notera-t-on que le rang d'empereur peut être supérieur à celui de roi, notamment s'il a autorité sur d'autres rois, alors que l'inverse semblerait étrange. Ainsi au sein de l'Empire allemand, entre 1870 et 1918 où l'empereur régnait sur des États organisés sous forme de royaumes tel le royaume de Bavière. De même en France sous l'Empire, Napoléon Ier régnait au-dessus des rois qu'il avait placés dans les États satellites de l'empire (royaumes d'Italie, d'Espagne, etc.).

## Liste de pays qui ont été dirigés par un empereur
Plusieurs pays furent autrefois dirigés par des empereurs pour des périodes plus ou moins longues.
- Allemagne : voir Empereur allemand (Deutscher Kaiser).
- Autriche : voir Empereur d'Autriche.
- Califats islamiques : voir Califat omeyyade et Califat abbasside.
- Brésil : voir Empereur du Brésil
- Bulgarie : pour les Bulgares, « tsar » veut dire « roi » et non « empereur ». Le titre de « khan », équivalent d'« empereur », fut utilisé par certains souverains bulgares tels Boris Ier et Simeon Ier.
- Centrafrique : voir Bokassa Ier.
- Chine : voir « Empereur de Chine » et la liste des monarques de Chine.
- Corée : voir Empire coréen.
- Empire aztèque : voir Tlatoani.
- Empire Inca : voir Sapa Inca.
- Empire songhaï.
- Empire du Japon : voir Liste des empereurs du Japon.
- Empire ottoman : sultan, entre autres titres, bien que ce dernier ne soit pas l’équivalent direct d’empereur. Néanmoins, les sultans ottomans portèrent le titre de kaysar à partir de 1453.
- Espagne : à plusieurs reprises au début du deuxième millénaire, l’empereur le plus connu était Alphonse VII de Castille et de León à partir de 1135.
- Éthiopie : voir Négus.
- France : voir Napoléon Ier, Napoléon II et Napoléon III (Charlemagne, Louis le Pieux, Charles le Chauve, Charles le Gros n'ont jamais régné sur un quelconque « Empire de France » mais sur le royaume des Francs, en tant que roi et sur l'Empire d'Occident en tant qu'empereur).
- Haïti : voir Jacques Ier et Faustin Ier.
- Inde : voir Empire moghol et Empire britannique.
- Iran ou Perse : voir chah (« Roi des rois »).
- Madagascar : sous Andrianampoinimerina qui a réussi à réunifier la quasi-totalité des territoires malgaches.
- Mali : voir Empire du Mali.
- Maroc : Empire jusqu’en 1957, date à laquelle Mohammed V renonça à son titre impérial de « sultan de l’Empire chérifien » en faveur de celui de « roi du Maroc ».
- Mexique : voir Agustín Ier, Maximilien Ier et Aztèques.
- Mongolie : voir Grand Khan.
- Rome antique (princeps, caesar et augustus) puis Byzance (basileus, autocrate et Sébastokrator à partir du VIIe siècle).
- Russie : Empereur, imperator ; souverain avec le titre de tsar jusqu'en 1721.
- Saint-Empire romain germanique : voir Liste des souverains du Saint-Empire.
- Serbie : tsar.
- Tibet : voir Empereur du Tibet.
- Viêt Nam : voir Empire du Viêt Nam, la dynastie Nguyễn de 1802 à 1945, qui a débuté avec l'Empereur Gia Long et s'est achevée avec l'Empereur Bảo Đại.